# Христо Пеев (архитект)
Вижте пояснителната страница за други личности с името Христо Пеев.
Христо Пеев е пловдивски архитект, известен с това, че първи и единствен проучва и документира още от 30-те години изчезващото архитектурно наследство на Стария Пловдив.

## Биография
Учил в Санкт Петербург, той завършва архитектура в Германия като повечето български архитекти от епохата. За разлика от всички останали обаче той се увлича дотолкова от качествата на вернакуларната пловдивска къща, че още на немски публикува първата си книга за нея.
Десетилетия постоянство и задълбоченост довеждат до капиталния труд на Христо Пеев, „Пловдивската къща“, издаден през 60-те години посмъртно под редакцията и съставителството на Емил Момиров.
По тази книга, по фотографиите поместени в нея, и по скиците му се правят множество реставрации и реконструкции на ценни старинни сгради, от които най-популярна е възстановката в средата на 1970-те години от Петър Дикиджиев на „балабановата“ къща (всъщност къщата на Панагьотис Хаджи Лампша / Лампси): съвсем малки неточности се установяват in situ при разкопките за основите на изчезналата постройка.
На негово име е наречена една от улиците на Стария Град.